# Репный (посёлок)
Репный — посёлок в Бутурлиновском районе Воронежской области.
Входит в состав Карайчевского сельского поселения.

## География

### Улицы
- ул. Восточная,
- ул. Победы.

## Население
| 2010 |
| ---- |
| 1    |